# 美しい人 (テレビドラマ)
『美しい人』（うつくしいひと）は、1999年10月15日から12月17日まで毎週金曜日22:00-22:54にTBS系の金曜ドラマで放送された日本のテレビドラマ。全10話。平均視聴率は16.6%。初回は15分拡大で22:00 - 23:09、最終回は20分拡大で22:00 - 23:14。
副題は「Le Bel Homme」。

## 概要
- 『高校教師』、『 人間・失格〜たとえばぼくが死んだら 』、『未成年』、『聖者の行進』に続く野島伸司が脚本を担当した『TBS野島伸司シリーズ』の第5弾として知られる作品。
- 作風は今までの4作と比べかなり過激なシーンが減少したのが原因か、視聴率は伸び悩んだ。
- 2019年2月には韓国でリメイク版が制作された。
- 連続ドラマ初出演となる宮迫博之は田村正和と初共演時のエピソードとしてリハーサル室に置いてあった椅子に座った瞬間「不穏な空気が流れてた」と言い、「当時はまだ尖ってた時代でもあったので、『芸人が場違いな場所にいる』みたいなことを言われてんやろうなと思って」と、誰とも目を合わせずうつむいていたら、人の気配を感じて顔を上げると、主演の田村が目の前に立って大焦りしたが、「それ、僕の椅子」と笑顔で話しかけられ「僕、現場のルールを知らなかったんですけど、“田村チェア”っていう田村さんの特別な椅子がどの現場にも置かれてたんです」「『すみません! 僕、全然知らなくて……』って言ったら、『構わない。ただ、僕の椅子に座ってた人は初めてだよ』って。初対面がそれやったんです」と述懐してる。何も知らずに、田村の専用席に座ってしまった宮迫が優しいフォローをされ、その場も盛り上がり打ち解けた感じになったと語ってる[1][2]。
- 2025年、トルコの制作会社MOST PRODUCTIONがリメイク権を獲得したことが発表された[3]。

## ストーリー
美容整形外科医の顔を持つ岬京助（田村正和）は、人間同士の醜い争い事が嫌いな男。そんな彼の元に突然、「整形手術で顔を変えて夫・村雨次郎（大沢たかお）の所から逃げたい、その代わり顔はどんな顔にしてもいい」と懇願する村雨みゆき（常盤貴子）が現れる。岬はみゆきの顔を事故で亡くした岬の妻とそっくりの顔にし、みゆきは整形手術により美人へと変貌を遂げるが…。

## キャスト
- 岬 京助 - 田村正和

代官山で美容整形外科病院を営む美容外科医。バイオリニストの妻は4年前に飛行機事故で亡くなっている。
かつては大学病院で外科部長を務めていたが、争いや憎しみ合うことを嫌い独立開業した。植物を愛し、自宅でたくさんのハーブを育てている。
みゆきに整形を頼まれ一度は断るが、事情を知り手術する。新しい顔は好きな顔にして良いと言われ、みゆきを亡き妻・祥子(しょうこ)の顔に似せて整形する。
- 村雨 みゆき - 常盤貴子

旧姓岡野。夫の暴力に怯え、逃げる為に顔を整形しようと京助の病院を訪ねる。その際、秋山智恵子と偽名を名乗る。
整形後は暫く京助の家に居候していたが、後に一人暮らしを始め、京助がよく利用するクラブのホステスとして働き始める。
- 村雨 次郎 - 大沢たかお

みゆきの夫。刑事。みゆきを愛するが故に嫉妬し暴力をふるってしまう。また刑事という立場を利用し、逃げたみゆきのあとを執拗に追いかける。
冷酷な反面、人を惹きつける魅力があり、寂しい人間を嗅ぎ分け、操ることに長けている。朝美からは＂生まれながらの悪＂と評される。
- 岬 圭子 - 内山理名

京助の娘。普段は聖泉女子高校の寮で生活している。京助とは仲がいいが、出生に秘密がある。
- 小久保 篤 - 柳沢慎吾

京助の病院で働く美容外科医。みゆきに一目惚れし整形後に告白するが振られる。
- 門倉 純 - 池脇千鶴

圭子の同級生でルームメイト。繁華街を彷徨いている時に村雨と出会い次第に惹かれていく。
- 小池 裕子 - 山下容莉枝

京助の病院の受付。京助に好意を持っている。
- 吉川 育美 - 来栖あつこ

京助の病院で働く看護師。口が軽い。
- 屋代 久志 - 宮迫博之

刑事。村雨の相棒。役を演じてる宮迫と同じ関西弁で話す。
- 山内 晃一 - 上野潤

京助の病院で働く美容外科医。自身の仕事に疑問を抱き病院を辞めようとするが、圭子と話した事で思いが晴れ、今の仕事を続けることにする。
- 武藤 誠治 - 峰岸徹

京助の大学時代の友人。那須でペンションを経営している。
学生時代、京助や神山という友人と共に祥子を取り合っていた。祥子がなぜ3人の中で京助と結婚したか、その顛末をみゆきに語る。
- 石野 朝美 - 森下愛子

京助の亡き妻・祥子の親友で、聖泉女子高校の教師。当初は京助の事を密かに想っていたが、次第に村雨に惹かれ体の関係をもつ。
- 田辺 政喜 - 綿引勝彦

京助の病院の事務長。一人暮らしで度々お見合いをしていたが、実は朝美を憎からず思っている。

## スタッフ
- 脚本 - 野島伸司
- 音楽 - 千住明
- 主題歌 - ジェーン・バーキン「無造作紳士」（原題: L'aquoiboniste）[4]
- 挿入歌 - ジェーン・バーキン「哀しみの影」（原題: Yesterday yes a day）[5]
- プロデュース - 伊藤一尋
- 演出 - 土井裕泰、吉田健、遠藤環
- プロデュース補 - かべややすゆき
- 演出補 - 平野俊一
- 医療監修 - 真﨑信行
- CG - 曽利文彦

## 受賞歴
- 第23回ザテレビジョンドラマアカデミー賞[6]
  - 助演男優賞（大沢たかお）
  - 助演女優賞（常盤貴子）
  - 主題歌賞（ジェーン・バーキン）

## サブタイトル
主人公・岬京助がハーブをこよなく愛する人物という設定で、ハーブにちなんだタイトルになっている。
| 各話                                                      | 放送日         | サブタイトル           | 演出                   | 視聴率 | 備考     |
| --------------------------------------------------------- | -------------- | ---------------------- | ---------------------- | ------ | -------- |
| 第1章                                                     | 1999年10月15日 | ミントの出会い         | 土井裕泰               | 22.7%  | 15分拡大 |
| 第2章                                                     | 1999年10月22日 | ローズマリーの夜       | 土井裕泰               | 17.3%  | -        |
| 第3章                                                     | 1999年10月29日 | レモンバームの王子様   | 吉田健                 | 18.5%  | -        |
| 第4章                                                     | 1999年11月05日 | ボリジの恋占い         | 吉田健                 | 17.0%  | -        |
| 第5章                                                     | 1999年11月12日 | ラベンダーの想い出     | 遠藤環                 | 14.0%  | -        |
| 第6章                                                     | 1999年11月19日 | セージの秘密           | 土井裕泰               | 14.3%  | -        |
| 第7章                                                     | 1999年11月26日 | フォックスグローブの罠 | 吉田健                 | 14.3%  | -        |
| 第8章                                                     | 1999年12月03日 | アイブライドの涙       | 遠藤環                 | 16.1%  | -        |
| 第9章                                                     | 1999年12月10日 | グリーンアローの鮮血   | 遠藤環                 | 15.0%  | -        |
| 最終章                                                    | 1999年12月17日 | ダンディライオンの愛   | 土井裕泰 吉田健 遠藤環 | 16.5%  | 20分拡大 |
| 平均視聴率16.6%（視聴率は関東地区・ビデオリサーチ社調べ） |                |                        |                        |        |          |

## サウンドトラック
1999年11月26日、マーキュリー・ミュージックエンタテインメントよりCDアルバム（品番: PHCL-5134）が発売された。ドラマではバーキン本人の歌声を聴くことができるが、このサントラにはバーキン本人の歌は収録されていない。
01. L'aquoiboniste〜Sorrowful feature (Orchestra Ver.) - 3:14
演奏: TVサントラ
02. Yesterday yes a day (Orchestra Ver.) - 3:06
演奏: TVサントラ
03. Sorrowful feature - 3:29
演奏: TVサントラ
作曲: 千住明
編曲: 千住明
04. Le Bel Homme - 3:48
演奏: TVサントラ
作曲: 千住明
編曲: 千住明
05. Mischief of time - 2:31
演奏: TVサントラ
作曲: 千住明
編曲: 千住明
06. Thaw out the stream - 2:06
演奏: TVサントラ
作曲: 千住明
編曲: 千住明
07. Yesterday yes a day (Waltz Ver.) - 1:58
演奏: TVサントラ
08. Cruel moment - 1:46
演奏: TVサントラ
作曲: 千住明
編曲: 千住明
09. Pour Te Trouves〜Consolatrice Vierge Marie featuring TAKAKO - 3:30
アーティスト: TAKAKO
作曲: 千住明
編曲: 千住明
10. L'aquoiboniste (Chamber Ver.) - 1:55
演奏: TVサントラ
11. Pursuers - 2:08
演奏: TVサントラ
作曲: 千住明
編曲: 千住明
12. Yesterday yes a day (Band Ver.) - 2:10
演奏: TVサントラ
13. Under pressure - 1:49
演奏: TVサントラ
作曲: 千住明
編曲: 千住明
14. Le Bel Homme (Adagio Ver.) - 2:51
演奏: TVサントラ
作曲: 千住明
編曲: 千住明
15. Herb garden	-1:37
演奏: TVサントラ
作曲: 千住明
編曲: 千住明
16. La Rencontre De La Fin Du Siecle featuring TAKAKO - 2:43
アーティスト: TAKAKO
作曲: 千住明
編曲: 千住明
17. L'aquoiboniste〜Sorrowful feature (Band Ver.) - 1:50
演奏: TVサントラ
18. 美しい人 featuring 高橋洋子&行天正恭 - 3:50
アーティスト: 高橋洋子
アーティスト: 行天正恭
作詞: 尾上文
作曲: 千住明
編曲: 千住明

## 韓国リメイク版
韓国MBCで、『슬플 때 사랑한다（悲しい時愛する）』（邦題：「悲しくて、愛」）の題名で2019年2月に放送。

パク・ハンビョルが事故で植物状態となった形成外科医の妻と夫のDVから逃れるため顔を整形した画家の2役を演じる。（整形前はパク・ハナ）あらすじはオリジナル版と同様。全20話。

日本では原題でKNTVで放送後、邦題でLaLa TVで放送を開始し、2021年BS12で放送、2022年BS松竹東急で放送。

### キャスト
- ソ・ジョンウォン：チ・ヒョヌ

形成外科医。妻が不倫をしていることを知っても、愛するゆえに離れずにいたものの妻が不倫相手と旅行中に事故に遭い、植物状態になる。
- ユン・マリ(整形後)/ウ・ハギョン：パク・ハンビョル

夫のDVに苦しんでいる画家で、DVから逃れるため、ジョンウォンに整形を申し出る。/ジョンウォンの妻。不倫相手と旅行中に事故に遭い、植物状態となる。
- カン・イヌク：リュ・スヨン

マリの夫で、財閥社長。
- ユン・マリ(整形前)：パク・ハナ
- チュ・ヘラ：ワン・ビンナ

### スタッフ
- 脚本：ソン・ジョンニム
- 演出：チェ・イソブ
- 制作: MBC, DK E&M, SH ENTERTAINMENT GROUP